# Садовець
Са́довець (болг. Садовец) — село в Плевенській області Болгарії. Входить до складу общини Долішній Дибник.

## Населення
За даними перепису населення 2011 року у селі проживали 1819 осіб.
Національний склад населення села:
| Національність   | Кількість осіб | Відсоток |
| ---------------- | -------------- | -------- |
| болгари          | 1347           | 85,7%    |
| турки            | 105            | 6,7%     |
| цигани           | 102            | 6,5%     |
| інша             | 10             | 0,6%     |
| не визначились   | 7              | 0,4%     |
| Всього відповіли | 1571           |          |

Розподіл населення за віком у 2011 році:
Динаміка населення: